# Mark Eastwood
Mark Simon Eastwood – brytyjski polityk Partii Konserwatywnej, deputowany Izby Gmin.

## Działalność polityczna
Od 12 grudnia 2019 reprezentuje okręg wyborczy Dewsbury w brytyjskiej Izbie Gmin.